# Ђурђешти (Јаши)
Ђурђешти (рум. Giurgești) насеље је у Румунији у округу Јаши у општини Костешти. Oпштина се налази на надморској висини од 209 m.

## Становништво
Према подацима из 2002. године у насељу је живело 550 становника, од којих су сви румунске националности.